# Przegrupowanie (rajd samochodowy)
Element trasy rajdu, wydzielony PKC-ami, mający na celu komasację zawodników oraz zmianę ich kolejności na trasie rajdu, zwykle zgodnie z zajmowaną przez nich w danym momencie pozycją (tak, aby jechali najpierw najlepsi, a potem coraz gorsi - dzięki temu unika się wyprzedzania na trasie)